# Casa Museo de Martín Alonso Pinzón
La Casa Museo de Martín Alonso Pinzón, en Palos de la Frontera (Huelva) España, es un edificio civil que perteneció a la familia Pinzón que participó activamente en el descubrimiento de América.

## Historia
En esta Casa, construida a mediados del siglo XV, según el estilo renacentista de la época, por Martín Pinzón, nacieron sus tres hijos Martín Alonso, Vicente Yáñez y Francisco Martín Pinzón (hermanos de padre y madre, ya que lo que parece ser apellido en realidad es un segundo nombre, generalmente recibido del padrino de bautismo). Estos tres hombres desarrollaron un papel esencial en la organización y realización del proyecto colombino de llegar a Oriente por Occidente. En la Casa destaca la fachada del siglo XVI, ornamentada con hornacina enmarcada entre dos columnillas y una azulejería similar a la que vidriaba la familia Polido en Triana (Sevilla), hacia 1540. 
En ella han vivido los descendientes de los Pinzón hasta hace pocos años. De ahí que encontremos elementos de diversas épocas, teniendo en cuenta que, al igual que sucedió con la villa de Palos, el Descubrimiento de América arruinó a la familia Pinzón, por lo que su morada, que en origen era la casa de unos marinos acomodados, se va convirtiendo progresivamente en la de unos campesinos pobres.
Adquirida por el Ayuntamiento de Palos de la Frontera, ha sido restaurada con la colaboración de la Junta de Andalucía, dedicándose actualmente a la investigación, conservación y exposición permanente de la documentación, bibliografía y objetos relacionados con la historia de los Pinzón y Palos de la Frontera en el Descubrimiento de América.